# Marianna Tolo

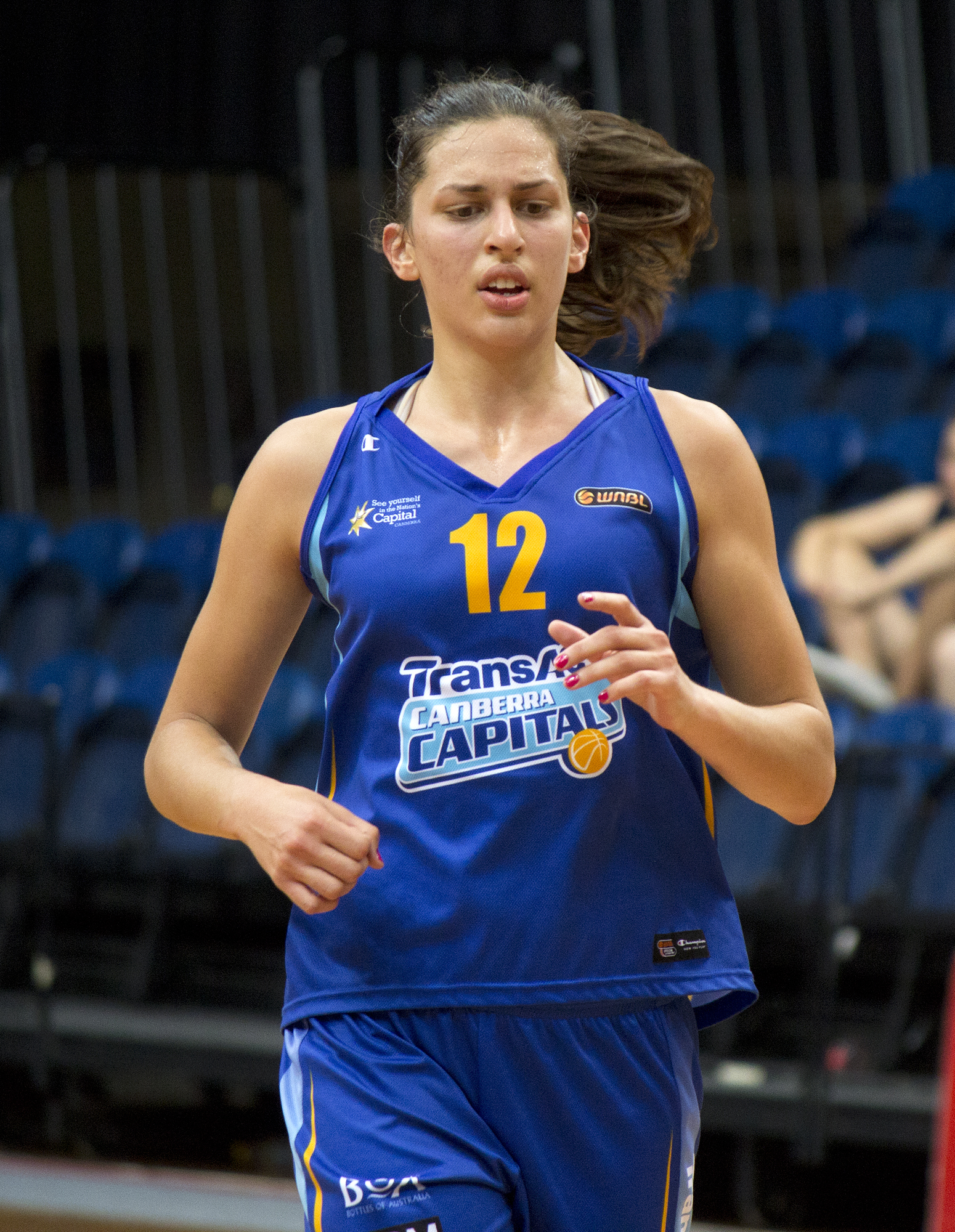
Marianna Tolo

Marianna Tolo (Mackay, Austrália, 2 de julho, 1989) é uma jogadora de basquete australiana. Tolo fez parte do grupo que defendeu a Austrália nos Jogos Olímpicos da Rio 2016.  Joga atualmente no Canberra Capitals da Women's National Basketball League (WNBL). Ela também jogou para o CJM Bourges Basket na LFB e Los Angeles Sparks na WNBA. Ela também é membro da equipe de basquetebol feminino da Austrália.
Nos Jogos Olímpicos de Verão de 2024, em Paris, conquistou a medalha de bronze no torneio feminino do basquetebol, após vencer confronto contra a equipe belga por 85–81 na decisão do terceiro lugar.